# Diecezja Salina
Diecezja Salina (łac. Dioecesis Salinensis, ang. Diocese of Salina) jest diecezją Kościoła rzymskokatolickiego w północno-zachodniej części stanu Kansas. Terytorialnie obejmuje hrabstwa: Cheyenne, Clay, Cloud, Decatur, Dickinson, Ellis, Geary, Gove, Graham, Jewell, Lincoln, Logan, Marshall, Mitchell, Norton, Osborne, Ottawa, Phillips, Rawlins, Republic, Riley, Rooks, Russell, Saline, Sheridan, Sherman, Smith, Thomas, Trego, Wallace, Washington.

## Historia
Diecezja została kanonicznie erygowana 2 sierpnia 1887 roku przez papieża Leona XIII jako diecezja Concordia. Wyodrębniono ją z ówczesnej diecezji Leavenworth. 1 lipca 1897 do ówczesnego terytorium dodano hrabstwa Washington, Clay, Riley, Geary i Dickinson (z diecezji Leavenworth).  Pierwszym ordynariuszem został kapłan irlandzkiego pochodzenia z diecezji Nashville Richard Scannell (1845-1916). 23 grudnia 1944 siedzibę diecezji przeniesiono do Saliny (ok. 100 km na południe od Concordii).

## Ordynariusze
- Richard Scannell (1887–1891)
- Thaddeus J. Butler (lipiec 1897)
- John Francis Cunningham (1898–1919)
- Francis Joseph Tief (1920–1938)
- Francis Augustine Thill (1938–1957)
- Frederick William Freking (1957–1964)
- Cyril Vogel (1965–1979)
- Daniel Kucera OSB (1980–1983)
- George Fitzsimons (1984–2004)
- Paul Coakley (2004–2010)
- Edward Weisenburger (2012–2017)
- Gerald Vincke (od 2018)